# Courtdale
Courtdale est un borough situé au nord-est de la partie centrale du comté de Luzerne, en Pennsylvanie, aux États-Unis,. En 2010, il comptait une population de 732 habitants, estimée au 1er juillet 2020 à 704 habitants. Le borough est incorporé le 6 septembre 1897.

## Démographie
Lors du recensement de 2010, le borough comptait une population de 732 habitants. Elle est estimée, en 2020, à 704 habitants.

### Source de la traduction
- (en) Cet article est partiellement ou en totalité issu de l’article de Wikipédia en anglais intitulé « Courtdale, Pennsylvania » (voir la liste des auteurs).